# Міловатка (Волгоградська область)
Міловатка (рос. Меловатка) — село у Жирновському районі Волгоградської області Російської Федерації.
Населення становить 293  особи. Входить до складу муніципального утворення Міловатське сільське поселення.

## Історія
Село розташоване у межах українського історичного та культурного регіону Жовтий Клин.
Згідно із законом від 21 лютого 2005 року № 1009-ОД для населеного пункту було встановлено органом місцевого самоврядування Міловатське сільське поселення.

## Населення
| 2010 | 2012 | 2013 | 2014 | 2015 | 2016 | 2017 |
| ---- | ---- | ---- | ---- | ---- | ---- | ---- |
| 341  | ↘326 | ↘317 | ↘311 | ↘291 | ↗292 | ↗293 |